# 少棘深海鰩
少棘深海鰩（學名：Bathyraja minispinosa），為軟骨魚綱鰩目單鰭鰩科深海鰩屬的一種，分布於北太平洋日本北海道網走附近的鄂霍次克海至堪察加半島和白令海海域，深度150至1420公尺，體長可達82.5公分，棲息在深海沙泥底質海域，為底棲性魚類，卵生，屬肉食性，生活習性不明。